# Exocet
Exocet (latinsko Exocoetidae - »leteče ribe«) je francoska protiladijska raketa. Poimenoval jo je M. Guillot po skupini rib. Lahko se jo izstreli iz površinskih plovil, podmornic, helikopterjev in letal. Je ena izmed najbolj široko uporabljanih protiladijskih raket.
Trenutno proizvaja rakete Exocet evropsko podjetje MBDA. Exocet so začeli razvijati leta 1967 pri Nord Aviation kot MM38. Pozenje sta se Aérospatiale in Nord združila. Različico za izstrelitev iz zraka so razvili leta 1974 in je vstopila v uporabo pri Francoski mornarici pet let pozenje.
Namenjena je napadanju majhnih do srednje velikih ladij, lahko pa z več raketami hkrati napade tudi večje tarče kot so na primer letalonosilke. Exocet ima v primerjavi z ruskimi protiladijskimi raketami precej manjšo bojno glavo.
Raketa uporablja inercialno navigacijo, v zadnjem delu pa vklopi radar in leti samo 1-2 metra nad morsko gladino. Zato jo je zelo težko zaznati in je na voljo samo malo časa za protiukrepe.
Exocet uporablja raketni motor na trdo gorivo in ima doseg okrog 70 kilometrov. Novejša ladijska Block 3 MM40 ima poleg trdogorivnega motorja še turboreaktivni, ki poveča doseg na 180 kilometrov.

## Verzije
- MM38: za izstrelitev s površinskih plovil, ima doseg 42 km, ni več v prizvodnji [2]
- AM38 za izstrelitev iz helikopterjev, samo testirana
- AM39 za izstrelitev iz zraka, uporablja se na lovskih letal in helikopterjih. Doseg med 50-70 kilometrov
- SM39 za izstrelitev iz podmornic, lahko se jo izstreli pod vodo
- MM40 za izstrelitev s površinskih plovil, doseg različice Block 3 je 180 kilometrov

### Trenutni uporabniki
ArgentinaArgentinska mornarica - MM38, MM40 in AM39
 BrunejBrunejska kraljeva mornarica - MM38, MM40
 Bolgarija
 BrazilijaBrazilska mornarica - MM38, MM40 Block 2 in AM39
 KamerunKamerunska mornarica - MM38, MM40
 ČileČilska mornarica - MM38, AM39 in SM39 ]
 Kolumbija
 CiperCiprska mornarica - MM40
 EkvadorMM40
 EgiptAM39, MM38 & MM40
 Francija
 NemčijaNemška mornarica - zamenjala jih bo RBS 15.
 GrčijaGrška mornarica - MM38, MM40 Block 2/3
Hellenic Air Force - AM39
 IndonezijaMM38 na korvetah razreda Fatahillah  MM40 Block 2 na korvetah razreda Sigma, MM40 Block 3 
 IndijaIndijska mornarica na podmornicah razreda Scorpene
 IranIranske letalske sile
 Kuvajt
 Libija
 MalezijaMalezijska kraljeva mornarica - MM38, MM40 Block 2, SM39
 MarokoMoroška mornarica - MM38, MM40 Block 2/3,
 - AM39
 Oman
 PakistanPakistanske letalsk sile - AM39 (na Dassault Mirage 5)
Pakistanska mornarica - SM39
 PeruPerujska mornarcia - MM38
 Katar
 Južna AfrikaJužnoafriška mornarica - MM40 Block 2 The navy plans to upgrade to the Block 3 missile.
 Južna KorejaJužno korejska mornarica
 TajskaTajska kraljeva mornarica - MM38
 TunizijaMM-40 Exocet
 TurčijaMM38
 VietnamVietnamska mornarica MM40 Block 3
 Združeni arabski emiratiMornarica Združenih arabskih emiratov MM40 Block 3
 UrugvajUrugvajska mornarica - MM38

### Prejšnji uporabniki
BelgijaBelgijska mornarica na fregatah razreda Wielingen
 Gruzija
 IrakIraške letalske sile - AM39 na letalih Mirage F1 in Super Étendard, uporabljene v Iraško-Iranski vojni
 Združeno kraljestvoKraljeva vojna mornarica
 VenezuelaVenezuelske letalske sile - AM39 (na Dassault Mirage 5)